# Микки (шимпанзе)
Микки (англ. имя Mickey) — артист-шимпанзе, который выступает не только в компании «Росгосцирка» на манеже, но и снимается в кино. Играл в «Ералаше» в выпуске «Балкон» и в различной рекламе.

## Биография
Мурад Хыдыров — артист «Росгосцирка», начал подыскивать себе нового напарника заранее. Купить экзотическое животное было проблематично.
У него получилось и ему привезли из Франции шимпанзе Джона. Но те, кто его привёз, называли обезьяну по имени Микки, и хозяин оставил это имя.
Микки не дрессировали. Когда он появился в семье, жили вместе. Приходилось за одним столом питаться. Поэтому Мураду пришлось его учить, чтобы было все культурно, красиво и правильно. И вот так и пошло, что животное стало профессиональным артистом России.
Летом 2023 года Микки поселился в Тропик парке города Евпатория.
16 апреля 2024 года в Тропик парке произошёл пожар, в котором Микки погиб вместе с большинством животных парка.

## Фильмография
- 2016 «Ералаш» — № 293 (Балкон)[3]
- 2017 «Смертельный номер»
- 2021 «Полярный-2»